# Macross

Cocarde de l’U.N. Spacy.

Macross, de son vrai nom Chôjikûyôsai Macross (超時空要塞マクロス, "The Super Dimension Fortress Macross), est une série japonaise d'animation de science-fiction mecha de 36 épisodes, créée par le studio Nue et Shôji Kawamori en 1982. La série est devenue avec le temps une franchise autour de laquelle gravitent diverses suites et préquelles.
La saga est essentiellement composée par les séries télévisées, films et OAV suivants :
- The Super Dimension Fortress Macross (1re série TV)
- The Super Dimension Fortress Macross: Do You Remember Love? (film)
- The Super Dimension Fortress Macross: Flash Back 2012 (OAV)
- Macross Plus (OAV et film)
- Macross 7 (2e série TV, OAV & film)
- Macross Dynamite 7 (OAV)
- Macross Zero (OAV)
- Macross Frontier (3e série TV)
- Macross Delta (4e série TV)

La série a assez vite acquis le statut de mythe en raison de son principe reposant sur trois éléments : des mechas au design réaliste conçus par Shôji Kawamori et appelés valkyries ; une ambiance musicale assurée par les chansons d'une jeune idole, Lynn Minmay (Mari Iijima) ; et surtout le scénario mélangeant space-opera et triangle amoureux. Le succès aidant, la série a connu de multiples suites et aujourd'hui la franchise est considérée comme rivale de Mobile Suit Gundam, l'autre grande saga de mechas réalistes de l'animation japonaise.
Macross est essentiellement connu à l'étranger par son adaptation américaine réalisée par Harmony Gold en tant que première partie de Robotech.

## Univers de Macross

### Chronologie
Chronologie Macross par rapport au calendrier humain
- -1 000 000 : éclosion des premières formes de vie, dont la Protoculture, qui accède à la conscience ;
- - 500 000 : année zéro du calendrier de la Protoculture (0 CP) ;
- -497 600 (2400 CP) : la Protoculture débute la colonisation de l'espace avec des vaisseaux sub-luminiques ;
- -497 500 (2500 CP) : clonage des zentradiens ; leur programmation inclut une interdiction d'agir contre les membres de la Protoculture ;
- -497 300 (2700 CP) : voyage hyperspatial (space fold) ;
- -497 200 (2800 CP) : unification de la République stellaire de Protoculture ;
- -497 140 (2860 CP) : guerre civile au sein de la République qui se retrouve scindée en deux ;
- -497 135 (2865 CP) : travaux pour cloner des zentradiens spécialisés dans le combat, sur la planète Varauta ; le projet s'appelle « Evil » (acronyme japonais pour « arme biologique avancée tout-environnement ») ; on découvre sur Varauta un sous-univers ;
- -497 130 (2870 PC) : des vaisseaux de la Protoculture explorent la Terre et y font émerger des clones, les humains, afin de préparer la future colonisation ; le vaisseau est détruit par l'autre faction de la Protoculture, laissant la Terre dans l'oubli ;
- -497 129 (2871 PC) : le projet Evil est finalisé, mais la conscience des zentradiens de la série Evil est parasitée par Spiritia, une énergie issue du sous-univers de Varauta ; les zentradiens de la série Evil se révoltent et deviennent les Protodelvin ;
- -497 128 (2872 PC) : les protodevilns forment l'Armée de supervision et s'étendent rapidement et occupent plus de 30 % de la République de Protoculture, convertissant les membres de la Protoculture par lavage de cerveau ; les membres de la Protoculture déprogramment les zentradiens afin que ceux-ci puissent combattre les membres « convertis » ; quelques mois plus tard, l'Armée de supervision occupe 85 % de la République ;
- -497 127 (2873 PC) : la puissance des protodelvins décline rapidement ; les membres d'Anima Spiritia découvrent qu'ils ont un pouvoir sur les protodelvins et réussissent à les contenir puis à les enfermer ;
- -497 125 – -497 000 (2875 – 3000 PC) : la République de Protoculture échoue dans sa tentative de reconstruction, notamment en raison de l'indépendance nouvelle des zentradiens qui s'opposent à leurs créateurs, et le lien entre les colonies de la Protoculture s'étiole, provoquant l'effondrement de la République stellaire ; la guerre entre les zentradiens et les protodelvins restants s'intensifie ;
- 1999 : l'ASS-1, un vaisseau de l'Armée de supervision, s'écrase sur Terre sur l'île d'Atalie du Sud.

### Chronologie des séries Macross
| Année     | œuvre                                                       |  |
| --------- | ----------------------------------------------------------- |  |
| 2008      | Macross Zero                                                |  |
| 2009-2012 | The Super Dimension Fortress Macross                        |  |
| 2012      | The Super Dimension Fortress Macross: Flash Back 2012       |  |
| 2014-2030 | Macross M3                                                  |  |
| 2031      | The Super Dimension Fortress Macross: Do You Remember Love? |  |
| 2040      | Macross Plus                                                |  |
| 2045-2046 | Macross 7                                                   |  |
| 2046      | Macross 7 Trash                                             |  |
| 2047      | Macross Dynamite 7                                          |  |
| 2047      | Macross Generation                                          |  |
| 2047      | Macross Digital Mission VF-X                                |  |
| 2050-51   | Macross VF-X 2                                              |  |
| 2059      | Macross Frontier                                            |  |
| 2060      | Macross 30: Voices across the Galaxy                        |  |
| 2067      | Macross Delta                                               |  |
| 2090      | The Super Dimension Fortress Macross II: Lovers Again       |  |

Note : Do You Remember Love (超時空要塞マクロス　愛・おぼえていますか Ai Oboete Imasu ka) est un film « interne » au monde de Macross, sorti en 2031 et qui relate une histoire qui a eu lieu en 2009.

Note : L'action de The Super Dimension Fortress Macross se situe entre 2009 et 2012. L'introduction relate des faits situés entre 1999 et 2008. On peut donc considérer que l'action de Macross Zero se déroule avant The Super Dimension Fortress Macross.

### Peuples
- Zentradi
- Meltrandi
- Protoculture
- Protodeviln
- Evils
- Armée de Supervision
- Anima Spiritia
- Humains
- Zolanites
- Marduks
- Vajra
- Windermerien

## Œuvres composant l'univers de fiction

### The Super Dimension Fortress Macross

#### Séries télévisées
1982 : The Super Dimension Fortress Macross
Cette série a inauguré toute la saga Macross.
En 1999, le monde est en émoi à la suite de l'échouage catastrophique en s'écrasant d'un gigantesque vaisseau spatial vraisemblablement d'origine inconnue et extraterrestre sur une île du Pacifique (sans aucune trace d'équipage mort ou vif à bord). Par crainte d'un potentiel conflit futur avec des visiteurs vindicatifs venus de l'espace, les pays de la planète Terre s'unissent et mènent un programme ambitieux pour comprendre les technologies encore présentes à bord de l'épave et ainsi tenter de le rendre à nouveau opérationnel pour devenir apte à se défendre si ses propriétaires venaient le récupérer par la force. Vu la taille des portes et équipement à bord de l'épave, il était évident que les membres d'équipage étaient des géants en comparaison aux humains et que leur technologie dépasse de beaucoup celle des peuples de la terre. le vaisseau est baptisé par les humains « SDF-1 » (Macross).
En 2009, après avoir fini d'étudier et de réparer le SDF-1, en l'adaptant aux équipages humains, arrive enfin le jour de l’inauguration. C'est à ce moment que le SDF-1 est retrouvé par les extraterrestres appelés Zentradi, venus le récupérer en force en faisant leur apparition et en attaquant sans sommation, ce qui provoque la Ire Guerre Spatiale. Commence une course-poursuite à travers le système solaire entre le SDF-1 et les Zentradi, où l'on apprendra que les deux peuples ont une origine commune et sont le fruit de manipulations génétiques d'une très ancienne civilisation, maîtrisant la Protoculture, sans plus de détails car beaucoup de choses restent floues ou ignorées.
Sorti en DVD chez Declic Images en VOSTFR.
1990 : The Super Dimension Fortress Macross special SD Opening
Générique d'ouverture refait pour l'occasion d'une rediffusion de la série à la TV. Il est de nature humoristique et les mechas sont en SD (Super Deformed) pour faire la promotion d'une gamme de jouets.
Sorti en VOSTF chez Declic Images dans le DVD bonus du coffret The Super Dimension Fortress Macross.

#### Film
1984 : The Super Dimension Fortress Macross: Do You Remember Love?
Macross - Do You Remember Love? est à la base un remake de deux heures de la série télévisée. En 1994 il a été intégré dans la chronologie interne du monde de Macross comme étant un film couvrant la Ire Guerre Spatiale et diffusé dans les salles de cinéma en 2031! À l'époque de sa sortie, ce film était le film d'animation le plus cher jamais réalisé au Japon.
Sorti en VHS en version française doublée chez Shuriken Video. Sorti en salle en VOST par Kaze Animation dans le cadre du festival itinérant "Cinémanga".

#### OAV
1987 : The Super Dimension Fortress Macross: flashback 2012
Macross : flashback 2012 (マクロス FlashBack 2012) est un OAV sorti en 1987, qui marque la fin du feuilleton Super Dimension Fortress Macross par un concert de Lynn Minmay. Elle chante ses meilleures chansons pendant que défilent des extraits de la série et du film de Macross. On y trouve aussi des scènes inédites produites spécialement pour l'occasion.
Inédit en France.

### Macross II
Macross II a été créé par Big West alors que le studio Nue laissait la licence Macross en friche, donc sans la participation du créateur de la série. Il n'a pas été intégré dans la ligne temporelle officielle de Macross et est considéré comme une chronologie « alternative ».

#### OAV
1992 : The Super Dimension Fortress Macross II: Lovers Again
Chôjikû yôsai Macross II: Lovers, Again (超時空要塞マクロスII Lovers Again) est un feuilleton anime de six épisodes de trente minutes, sorti en 1992, qui fait suite au film The Super Dimension Fortress Macross: Do You Remember Love? et qui commémore les 10 ans de la saga. L'histoire narre le conflit entre la Terre et une race d'extraterrestres qui manipule les Zentradi en utilisant le pouvoir des chansons, les Marduks.
Sorti en VHS puis DVD en doublé français chez Kaze Animation. Sorti en DVD chez Manga Video sous le nom de "Macross II le film" (remontage fait par les Américains de la série).

#### Manga
1993 : The Super Dimension Fortress Macross II: Lovers Again
Un manga de Okazaki Tsuguo (岡崎つぐお) et Tomita Masahiro (冨田祐弘) existe également. Il est paru en 1993 et compte un seul volume.
Inédit en France.

### Macross Plus

#### OAV
1994 : Macross Plus
Macross Plus est un feuilleton d'OAV réalisé par Shôji Kawamori et Shinichirô Watanabe en 1994, composé de quatre épisodes de 35 minutes. Il a été réédité en 1995 sous la forme d'un film avec quelques passages supprimés et d'autres inédits.
La série raconte la rivalité entre deux pilotes d'essai pour le cœur de la productrice d'une chanteuse virtuelle. L'histoire se passe sur la planète Eden en 2040, après que l'humanité se soit lancée dans la conquête des étoiles à la fin de The Super Dimension Fortress Macross.
Sorti chez Manga Video en VHS puis DVD en doublé français.

#### Film
1995 : Macross Plus Movie Edition
Film de deux heures sorti en 1995. Il s'agit d'un remontage des OAV éponymes avec plus de quinze minutes inédites.
Inédit en France, pourtant sorti aux États-Unis par Manga Video.

### Macross 7

#### Feuilletons télévisés
1994-1995 : Macross 7
Macross 7 (マクロス７) est une série télévisée de 49 épisodes de 25 minutes, réalisée par Tetsuro Amino et Masami Shimoda, scénario de Shôji Kawamori, diffusé au Japon d'Octobre 1994 à Septembre 1995. En outre, il y eut deux épisodes sortis directement en vidéo sous le nom de Macross 7 Encore en décembre 1995, ainsi qu'un épisode spécial diffusé en 1996, "The Fleet of the Strongest Women".
La série prend place en 2045. L'humanité s'élance vers les étoiles en quête de nouveaux mondes par l'intermédiaire de flottes coloniales. L'une de ces flottes, commandée par le vaisseau Macross 7, rencontre des extraterrestres hostiles appelés Protodeviln.
Cette série est considérée comme étant la suite directe de The Super Dimension Fortress Macross.
Inédit en France.

#### OAV
1994-1996 : Macross 7 PLUS
Mini-série de 12 épisodes de 2 min chacun accompagnant les sorties vidéo des épisodes de la série. Il s'agit de sketches, de chansons ou de compléments scénaristiques.
Inédit en France.
1995 : Macross 7 Encore
Macross 7 Encore (マクロス7　アンコール) est un ensemble d'OAV sorti en 1995 composé en fait de 2 épisodes jamais diffusés à la TV. À noter que l'épisode spécial "Fleet of the Strongest Women" diffusé en février 1996 est souvent considéré comme étant le troisième épisode de Macross 7 Encore.
Inédit en France.
1997-1998 : Macross Dynamite 7
Macross Dynamite 7 (マクロス ダイナマイト７) est une série de 4 OAV sorties entre 1997 et 1998. L'histoire se situe en 2047. Nekki Basara quitte la flotte du Macross 7 et voyage seul dans la galaxie. Son périple l'amène sur la planète Zola où il se retrouve au milieu de la lutte entre la police et des braconniers de baleines galactiques. Cette série commémore les 15 ans de la saga.
Inédit en France.

#### Film
1995 : Macross 7, le film: La galaxie m'appelle!
Macross 7, the Movie: The Galaxy's calling Me! (劇場版 マクロス7 「銀河がオレを呼んでいる！」 - Gekijouban Macross 7: Ginga ga Ore wo Yondeiru!) est sorti en 1995 et ne dure que 30 minutes. Il a été réalisé par Tetsuro Amino. Basara Nekki, le héros de Macross 7 se rend sur une planète où il a entendu un bruit mystérieux et rencontre Emilia, la sœur de Mylene Flare Jenius. Ce film a été diffusé en même temps que Macross Plus Movie Edition.
Inédit en France.

#### Manga
1994-2001 : Macross 7 Trash
Il s'agit du manga dérivé de la série. Il est publié en France chez Glénat et a été dessiné par Haruhiko Mikimoto, le principal concepteur de personnages (character designer) de la saga Macross et compte 8 tomes. En 2046 tandis que la flotte Macross 7 est plongée en pleine guerre des Protodeviln, le tournoi de Tornado-Crush, sport futuriste, débute afin de recruter des pilotes de valkyries. En réalité, il s'agit en sous-main de faire des tests sur les sentiments humains pour des Zentradi hostiles au gouvernement.
1997 : Macross Dynamite 7: Mylene Beat
Manga en 1 volume de Mizuho Takayama et publié au Japon chez Kadokawa dans "Ace dash", supplément du périodique Mounthly Shônen Ace. Il s'agit d'un prologue aux OAV de Macross Dynamite 7 où nous voyons Mylene Jenius participer à ses premiers concerts en dehors du groupe des Fire Bomber.
Inédit en France.
1998 : Macross English Anticipation Manga
Manga de deux pages paru dans le magazine Anime V de Haruhiko Mikimoto.
Inédit en France.

### Macross VFX 3D

#### OAV
2002 : Macross VFX 3D
Projet de série d'OAV en 3 épisodes pour les 20 ans de la saga. Il n'existe qu'une bande-annonce de 3 minutes mélangeant scènes inédites et séquences du jeu Macross VF-X 2. Le projet a été abandonné en raison de problèmes internes et de la mauvaise réception par les fans de la bande-annonce. L'histoire se déroulait en 2050 pendant les évènements ayant lieu dans le jeu Macross VF-X 2, c'est-à-dire la guerre civile au sein des Nations Unies.
Paru en France dans le DVD bonus du coffret The Super Dimension Fortress Macross chez Declic Images.

### Macross Zero

#### OAV
2002-2004 : Macross Zero
Macross Zero (マクロスゼロ) est un prélude à Macross, réalisé par Shôji Kawamori de 2002 à 2004 pour fêter les 20 ans de la saga. Il comporte cinq épisodes (OAV) de trente minutes.
Il relate des évènements intervenus à la fin de la guerre des Nations unies et quelques mois avant la Ire Guerre Spatiale contre les Zentradi. Pour la possession d'un artefact Protoculture, les U.N.Forces et les l'Armée Anti-U.N. s'affrontent dans le Pacifique Sud.
Inédit en France.

### Macross Frontier

#### Feuilletons télévisés
2007-2008 : Macross Frontier
Macross Frontier (マクロス F) est une série télévisée animée dont l'action se passe après la fin de Macross 7 diffusée à partir de décembre 2007 et célébrant les 25 ans de la franchise.
La flotte Macross Frontier lors de son périple à travers l'espace est confrontée à de mystérieux ennemis bio-mécaniques. Avec The Super Dimension Fortress Macross et Macross 7, Macross Frontier est un des volets fondamentaux de la saga.
Inédit en France.

#### Manga
2007- : Macross Frontier
En cours de publication dans le mensuel Shônen Ace.
Version alternative de la série TV Macross Frontier de Aoki Hayato.
Inédit en France.
2008- : Macross Frontier Gaiden [réf. nécessaire]
En cours de publication dans le mensuel Shônen Ace.
Manga centré sur Ranka Lee, par Aoki Hayato.
Inédit en France.

#### Films
2009- : Macross Frontier ~Itsuwari no Utahime~ (Macross Frontier the Movie: The False Songstress)
Sortie en novembre 2009 au Japon.
Résumé de la série Macross Frontier.
2010- : Macross Frontier ~Sayonara no Tsubasa~
Sortie  le 20 octobre 2011 au Japon.
2nd film de Macross Frontier, c'est une fin alternative à la série donc elle n'est pas officielle au scénario original.

### Romans
Catégorie regroupant les romans et les nouvelles, tous inédits en France.
- 1983 : The Super Dimension Fortress Macross
- 1983 : Dreaming Prelude: My Fair Minmay
- 1984 : Misa Hayase: White Reminiscences
- 1984 : The Super Dimension Fortress Macross: The Plundering Fleet
- 1984 : The Super Dimension Fortress Macross: The Lost Two Years
- 1984 : The Super Dimension Fortress Macross: Do You Remember Love?
- 1992 : The Super Dimension Fortress Macross II: Lovers Again
- 1995 : Macross 7
- 1995 : Fire to Tomorrow!
- 1996 : Macross Plus
- 1999 : Macross Dynamite 7

### Dramas
Ces dramas racontent des histoires officielles s'insérant bien souvent dans la chronologie de la saga. À noter que Macross Generation est le seul chapitre de Macross disponible uniquement sous ce format. Tous inédits en France.
1983 : The Super Dimension Fortress Macross vol.III Miss D.J
3e album audio de The Super Dimension Fortress Macross. En novembre 2009, à bord du SDF-1 Macross, Lynn Minmay est interviewée à la radio.
1983 : The Super Dimension Fortress Macross vol.IV Distantly Fading Memories
4e album audio de The Super Dimension Fortress Macross. Misa Hayase se remémorre son passé et sa relation triangulaire avec Hikaru Ichijô et Lynn Minmay. L'action se passe après la Ire guerre spatiale en février 2010.
1983 : The Super Dimension Fortress Macross vol.V Rhapsody In Love-Macross Love
5e album audio de The Super Dimension Fortress Macross. Il s'agit d'un drama qui reprend les scènes majeures de la série TV.
1985 : The Super Dimension Fortress Macross: Falling Snow in the Milky Way
Drama se déroulant le 24 décembre 2009 où Lynn Minmay enregistre une émission de Noël à bord du SDF-1 Macross.
1984 : The Super Dimension Fortress Macross : Do You Remember Love?
Version drama du film du même nom. Jamais édité en CD.
1995 : Macross 7 Docking Festival-Singing saves the galaxy!?
Festival à bord du Macross 7 et retransmis dans toute la galaxie. L'action se déroule en septembre 2045.
1995-1996 : Macross 7 CD Cinema
1996 : Macross 7 Trash Thrilling Girl "Enika"
Drama d'abord diffusé à la radio avant d'être publié en CD. L'histoire raconte le concours pour le Minmay Voice 2046 où participe Enika Chellini. L'histoire présentée ici est une version alternative et ne fait pas partie de la série normale.
1996 : The Super Dimension Fortress Macross: Inside Macross-Macross Classic
1997 : Macross Generation
Drama en 10 épisodes diffusés initialement à la radio puis publiés en 2 CD, de Sukehiro Tomita. L'histoire conte les aventures à bord du Macross 9 de la jeune Passero qui veut devenir une nouvelle artiste comme Lynn Minmay, mais lors d'une répétition pour son spectacle elle est remarquée par un homme d'affaires crapuleux.

### Jeux vidéo
Ne sont listés ici que les jeux officiels faisant partie soit de la chronologie du studio Nue soit de la chronologie de The Super Dimension Fortress Macross II : Lovers Again. Ces jeux ont la particularité de faire partie intégrante de l'histoire de la saga. Tous inédits en France.
1992The Super Dimension Fortress Macross 2036 de Masaya pour PC-Engine Super CD-Rom 2
Histoire de Maria, la fille de Max et Milia Jenius, qui se bat en 2036 contre une nouvelle flotte Zentradi. Ce jeu sert de transition entre The Super Dimension Fortress Macross: Do You Remember Love? et The Super Dimension Fortress Macross II: Lovers Again et ne fait donc pas partie de l'histoire normale. Shoot'em up 2D.
1992The Super Dimension Fortress Macross: Eternal Love Song de Masaya pour PC-Engine Super CD-Rom 2
Suite de The Super Dimension Fortress Macross 2036 et se déroulant une année après. Il ne fait donc pas partie de l'histoire normale. Le programme est un jeu de tactique et de stratégie.
1997Macross Digital Mission VF-X de Shôji Kawamori et Bandai Visual pour PlayStation
Shoot'em up en 3D se déroulant en 2047. L'U.N.Spacy organise une mission de secours vers une planète abandonnée pour sauver un groupe de chanteuses des mains d'un groupe de Zentradi rebelles. Comporte deux séquences d'animation inédites.
1997/1999The Super Dimension Fortress Macross: Do You Remember Love? de Sega et Bandai Visual pour Saturn et PlayStation
Remake du film homonyme en version shoot'em up en 2D. La particularité du jeu est qu'il conte les évènements ayant eu lieu avant le début du film. Comprend cinq séquences d'animation inédites.
1999/2000Macross VF-X 2 de Shôji Kawamori et Bandai Visual pour PlayStation
Shoot'em up 3D se déroulant en 2050 et narrant les aventures d'un escadron d'élite contre des organisations hostiles au gouvernement de l'U.N. L'histoire du jeu est très importante pour la trame globale de l'univers Macross puisque ces troubles vont faire chuter le gouvernement de l'U.N. Le jeu est ressorti en version limitée spéciale mais ne comportant pas de scénario. Comporte deux scènes d'animation inédites.
2000Macross Plus Game Edition de Shôji Kawamori et Shūeisha pour PlayStation
Jeu de combat en 3D retraçant les détails du projet Super Nova et les évènements de Macross Plus. Comporte de nombreuses scènes d'animation reprises des OAV.
2001Macross M3 de Shôji Kawamori et Shūeisha pour Dreamcast
Shoot'em up 3D se déroulant entre 2014 et 2030. Une unité d'élite sillonne les mondes nouvellement colonisés par l'homme pour combattre les Zentradi rebelles au gouvernement de l'U.N. C'est le seul chapitre de la saga retraçant la période entre The Super Dimension Fortress Macross et Macross Plus. Comporte une séquence d'animation inédite.
2003The Super Dimension Fortress Macross de Sega et Bandai pour PlayStation 2
Shoot'em up en 3D retraçant les épisodes 1 à 27 de The Super Dimension Fortress Macross dans le mode facile et le film The Super Dimension Fortress Macross: Do You Remember Love? dans le mode difficile, mais d'un point de vue différent de celui des héros habituels.

## Commentaires
Les Valkyries de Macross apparaissent dans l'épisode 31 dans Emi Magique durant un dessin animé regardé par Maï et son frère Boulou. L'emblème du cockpit est remplacé par la tête d'un des lutins verts de Vanessa ou la magie des rêves.